# Смертна кара в Азербайджані
Смертна кара в Азербайджані була скасована в 1998 році. Останній раз страта в Азербайджані проводили в 1993 році за допомогою одиночного пострілу. Протокол № 6 до ЄКПЛ, що набув чинності в Азербайджані 25 січня 2001 року, і смертну кару було замінено на довічне ув'язнення.